# Lance Alworth
Lance Dwight Alworth (Houston, 3 agosto 1940) è un ex giocatore di football americano statunitense che ha militato nel ruolo di wide receiver nella American Football League (AFL) e nella National Football League (NFL). È stato inserito nella Pro Football Hall of Fame nel 1978.

## Carriera universitaria
Dopo aver frequentato le scuole superiori a Brookhaven (Mississippi), dove crebbe, Alworth frequentò l'Università dell'Arkansas, dove si dimostrò un atleta in grado di farsi valere sia nel football americano, giocando come running back, sia nell'atletica leggera, dove ottenne buoni risultati nelle 100 yard (9"6), nelle 220 yard con ostacoli (21"3) e nel salto in lungo.

## Carriera professionistica

### San Diego Chargers
Alworth fu scelto nel corso del primo giro (ottavo assoluto) del Draft NFL 1962 dai San Francisco 49ers, mentre al Draft AFL 1962 gli Oakland Raiders della American Football League lo scelsero nel secondo giro (nono assoluto) dopo di che ne cedettero i diritti ai San Diego Chargers in cambio dell'halfback Bo Roberson, del quarterback Hunter Enis dell'offensive tackle Gene Selawski. Alworth optò per firmare con i Chargers, venendo spostato nel ruolo di wide receiver. La sua struttura fisica snella, la grazia, la velocità e la sua elevazione si fecero guadagnare il soprannome di "Bambi".
Alworth fu convocato per sette All-Star Game consecutivi. Fu premiato come miglior giocatore della lega dalla United Press International nel 1963 e inserito nella formazione ideale di tutti i tempi della AFL. Segnò un touchdown da 48 yard nella finale di campionato del 1963 in cui i Chargers batterono i Boston Patriots. In otto stagioni nella American Football League, guidò la lega in ricezioni e in yard ricevute per tre volte, stabilendo un record di franchigia dei Chargers con 83 touchdown.
Alworth deteneva i record per il maggior numero di gare consecutive con almeno una ricezione (96) e per il maggior numero di stagioni consecutive con almeno mille yard ricevute (7). È ancora in possesso del primato per il maggior numero di gare con almeno 200 yard ricevute (5, alla pari con Calvin Johnson) ed è l'unico giocatore della storia ad avere terminato con una media di oltre cento yard ricevute a partita per tre stagioni consecutive (1964–1966). Formò un formidabile coppia col quarterback dei Chargers John Hadl ed è ritenuto da molti il miglior ricevitore del football professionistico negli anni sessanta. Fu una delle poche stelle dalla American Football League ad apparire sulle copertina di Sports Illustrated che, come molti altri media di quel decennio, aveva una netta preferenza per la NFL. Si giunse nel 1969 a dichiarare Alworth "il miglior ricevitore del football professionistico", questo, un anno prima della fusione AFL-NFL in cui la maggior parte dei giocatori della sua lega era ritenuto di livello inferiore.

### Dallas Cowboys
Il 19 maggio 1971, Alworth fu scambiato coi Dallas Cowboys, in cui trascorse le sue ultime due stagioni. In cambio, i Chargers ottennero Tony Liscio, Pettis Norman e Ron East, in quella che divenne nota come "The Bambi Trade".
Nel Super Bowl VI della stagione 1971, segnò il primo touchdown della gara su un passaggio da 7 yard di Roger Staubach nella vittoria per 24-3 sui Miami Dolphins. Alworth in seguito definì le altre due ricezioni che fece nel Super Bowl VI (una in cui convertì un lungo terzo down e un'altra in cui segnò il suo secondo touchdown) le due più importanti della sua carriera. Si ritirò dopo la stagione successiva, venendo indotto nella Hall of Fame nel 1978, il suo primo anno di eleggibilità.

## Palmarès

### Franchigia
- Campionati AFL : 1

San Diego Chargers: 1963
- Super Bowl : 1

Dallas Cowboys: VI
- National Football Conference Championship: 1

Dallas Cowboys: 1971

### Individuale
- MVP della AFL: 1

1963
- AFL All-Star: 7

1963, 1964, 1965, 1966, 1967, 1968, 1969, 1970
- First-team All-AFL: 6

1963, 1964, 1965, 1966, 1967, 1968
- Second-Team All-AFL: 1

1969
- Leader della AFL in yard ricevute: 3

1965, 1966, 1968
- Numero 19 ritirato dai San Diego Chargers
- Formazione ideale del 40º anniversario dei San Diego Chargers
- Formazione ideale del 50º anniversario dei San Diego Chargers
- Formazione ideale di tutti i tempi della AFL
- Formazione ideale del 75º anniversario della National Football League
- Formazione ideale del 100º anniversario della National Football League
- Pro Football Hall of Fame (classe del 1978)
- College Football Hall of Fame
- Classificato al #38 tra i migliori cento giocatori di tutti i tempi da NFL.com